# Ланк, Маккензи
Макке́нзи Ланк (англ. Mackenzie Lank; род. 4 июля 1994) — американская кёрлингистка.
Играет на позиции первого, второго и третьего.

## Достижения
- Чемпионат США по кёрлингу среди женщин: золото (2011).
- Континентальный Кубок по кёрлингу: серебро (2012).
- Чемпионат США по кёрлингу среди юниоров: золото (2014, 2015), серебро (2012), бронза (2011).

## Команды
| Сезон   | Четвёртый       | Третий          | Второй           | Первый          | Запасной                                                             | Турниры                                                |
| ------- | --------------- | --------------- | ---------------- | --------------- | -------------------------------------------------------------------- | ------------------------------------------------------ |
| 2008    | Маккензи Ланк   | ?               | ?                | ?               |                                                                      | ЧСШАЮ 2008 (8 место)                                   |
| 2009    | ? Tucker        | ?               | Маккензи Ланк    | ?               |                                                                      | ЧСШАЮ 2009 (7 место)                                   |
| 2010—11 | Патти Ланк      | Кейтлин Маролдо | Джессика Шульц   | Маккензи Ланк   | Christina Schwartz (ЧСШАЖ) Дебби Маккормик (ЧМ) тренер: Нил Харрисон | ЧСШАЖ 2011 · ЧМ 2011 (7 место)                         |
| 2011    | Маккензи Ланк   | Jesa Legacie    | Rachel Tharalson | Anna Hopkins    | Emily Brekke                                                         | ЧСШАЮ 2011                                             |
| 2011—12 | Патти Ланк      | Нина Спатола    | Кейтлин Маролдо  | Molly Bonner    | Маккензи Ланк                                                        | ККК 2012 · ЧСШАЖ 2012 (8 место)                        |
| 2012    | Miranda Solem   | Маккензи Ланк   | Julie Lilla      | Chelsea Solem   |                                                                      | ЧСШАЮ 2012                                             |
| 2012—13 | Патти Ланк      | Маккензи Ланк   | Нина Спатола     | Кейтлин Маролдо |                                                                      | ЧСШАЖ 2013 (5 место)                                   |
| 2013    | Кори Кристенсен | Rebecca Funk    | Anna Bauman      | Маккензи Ланк   | Sonja Bauman тренер: Джон Бентон                                     | ЗУ 2013 (8 место)                                      |
| 2013—14 | Патти Ланк      | Маккензи Ланк   | Кейтлин Маролдо  | Нина Спатола    |                                                                      |                                                        |
| 2014    | Кори Кристенсен | Маккензи Ланк   | Anna Bauman      | Anna Hopkins    | Sonja Bauman (ЧСШАЮ) Tina Persinger (ЧМЮ) тренер: Linda Christensen  | ЧСШАЮ 2014 · ЧМЮ 2014 (6 место)                        |
| 2014—15 | Кори Кристенсен | Сара Андерсон   | Маккензи Ланк    | Дженна Хааг     | Тейлор Андерсон тренер: Джон Бентон                                  | ЧСШАЖ 2015 (4 место) · ЧСШАЮ 2015 · ЧМЮ 2015 (5 место) |
| 2015—16 | Патти Ланк      | Морин Столт     | Маккензи Ланк    | Anna Bauman     | Madisson Lank                                                        |                                                        |

(скипы выделены полужирным шрифтом)

## Частная жизнь
Начала заниматься кёрлингом в 2000, в возрасте 6 лет.
Из семьи кёрлингистов. Её мать, Патти Ланк — одна из наиболее титулованных кёрлингисток США, пятикратная чемпионка США среди женщин. Маккензи несколько лет играла в одной команде с Патти, в частности, они вместе выиграли женский чемпионат США 2011 и выступали затем на чемпионате мира 2011, где сборная США заняла 7-е место. Младшая сестра Маккензи, Мэдиссон Ланк (англ. Madisson Lank) — тоже кёрлингистка, играла в команде Патти Ланк вместе с Маккензи в сезоне 2015—2016.